# ريتشارد الثاني دوق نورماندي

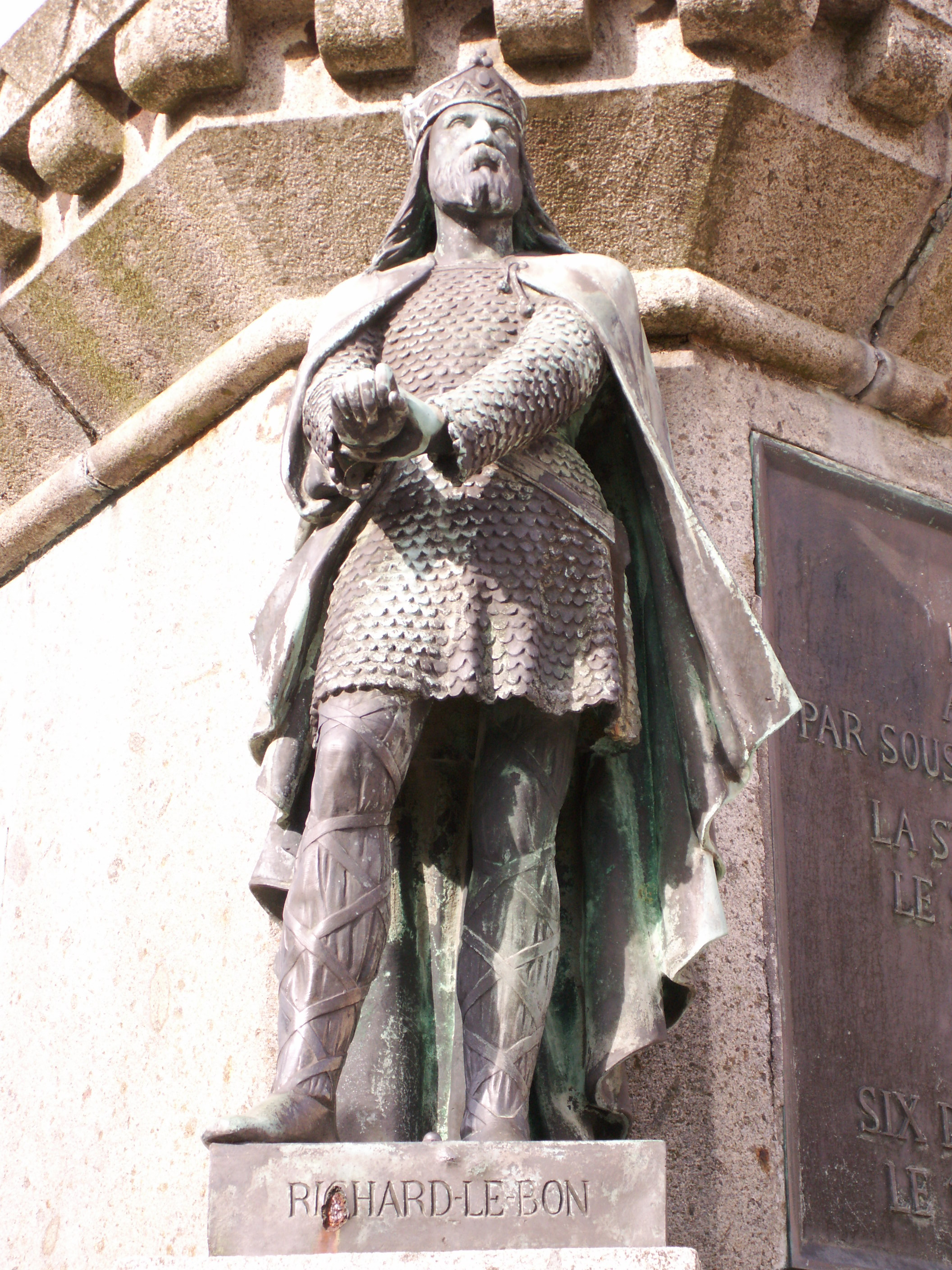

ريتشارد الثاني (ولد 23 أغسطس 970 في نورماندي في فرنسا وتوفي 28 أغسطس 1026 في نورماندي) ودعي أيضًا بالجيد. كان الابن الأكبر ووريث ريتشارد الأول الشجاع وغونورا.